# Michael Owen Perry
Michael Owen Perry (1954. december 3. –) szkizofrén beteg, ötszörös gyilkos, az amerikai kriminálpszichológia egyik legvitatottabb esete.

## Fiatal évei és a betegség kezdete
Michael Owen Perry 1954-ben született, Louisiana államban, az Egyesült Államokban. Iskolai eredményei jók voltak, megtanult hangszeren játszani, majd egy helyi zenekar, a Great Pretenders tagja lett. 13 éves volt, mikor bátyja meghalt egy munkabalesetben. Nem sokkal később a családi sokk hatására nővére súlyos szkizofrénia tüneteivel elmeosztályra került, valamint Michael-nél is kezdtek megmutatkozni a betegség tünetei. Nem tudta elfogadni bátyja halálát, úgy hitte, Angliába utazott. 16 évesen szülei kivizsgálásra vitték egy galvestoni elmegyógyintézetbe. Komolyabb hallucinációk is jelentkeztek, ezért paranoiás szkizofrénia miatt két év múlva a Pineville-i Központi Állam Kórházba szállították, ám hamarosan megszökött az intézményből. Ettől fogva szülei kertjének hátsó részében élt egy lakókocsiban, a louisianai Port Arthur városában. Visszahúzódó és különc lett, állandóan tévét nézett, zenehallgatás nélkül is állandóan fejhallgatót hordott, magában beszélt, ha hozzá szóltak, nem reagált. Állandóan katonai ruhát viselt, keresztnevét megváltoztatta egy értelmetlen szóösszetételre.

## Hallucinációk és téveszmék Olivia Newton-John iránt
1980-ban látta a Xanadu című filmmusicalt, melyben Olivia Newton-John egy isteni görög múzsát, Zeusz lányát, Terpszikhorét alakította, aki Los Angeles városában segédkezik egy görkorcsolya-diszkó palota létrehozásában. A film sokszori megnézése után Perrynek egyre mélyebb rögeszméje lett Olivia, azaz a Xanaduban alakította neve szerint Kira. Betegsége miatt a színésznőt nem volt képes elhatárolni az általa alakított karaktertől, a színésznőt és szerepét egy személyiségnek gondolta.
Úgy érezte, misztikus kapcsolatban állnak egymással, Olivia, azaz Kira különféle erőszakos cselekedetekre ad parancsokat számára. A kapcsolat módja Olivia malibui villája és a Port Arthur-i ház között a televízió képernyője volt. Perry a tévét üres csatornára állította, az üres, grízes képernyőre színes filctollakkal emberi szempárokat rajzolt, majd a szemek színének hallucinált változásaiból állapította meg Olivia, azaz Kira neki szóló parancsait. Az énekesnő és saját anyja szemében hasonlóságot vélt felfedezni, néha össze is keverte őket. Egyszer rájött erre, és súlyosan megverte az anyját. Az udvaron álló fenyőfák közül néhányra antennákat szerelt, más fákat viszont a jobb vétel érdekében kivágott. Perry rögeszméje szerint Kirát elrabolták az oroszok, a közeli Arthur-tó fenekén él rabságban, valamint a nő a felelős azért, amiért Perry házában „rothadó holtak kelnek ki a padló deszkái közül” (ez is Perry látomása volt). 1982-ben kezdett leveleket írni Olivia Newton-John számára.
Az ismeretlen címről érkező, szemlátomást beteg elmére utaló, bibliai utalásokkal teli, eleinte ártalmatlan, de egyre fenyegetőbb hangnemű levelek miatt biztonsági őröket rendeltek ki Olivia elhagyatott helyen, közvetlenül az erdő mellett álló két hektáros birtoka és háza védelmére. Mivel Perry nem volt képes a képzeletet a valóságtól elválasztani, nem értette, Olivia-Kira miért kínozza őt televízión keresztül adott parancsaival, ahelyett, hogy örök életet adományozna számára. Úgy érezte, szenvedéseinek csak úgy vethet véget, ha megöli Olivia-Kirát, szenvedéseinek vélt okozóját. 1983 áprilisában elutazott Kaliforniába, felkereste Olivia Newton-John malibui házát, napokig bujkált a környező erdőben, a lehetőségre várva. Három alkalommal próbálkozott, de a biztonsági embereket látván nem mert behatolni a házba, lábnyomát viszont megtalálták az udvaron.

## Gyilkosságok
Utolsó behatolási kísérlete során a biztonsági őrök elkapták. Mivel nem tudták, hogy a fenyegető leveleket ő küldte és addig még nem követett el semmi komolyat, ártalmatlan stalkernak vélték (sztárokat követő megszállott, zaklató) és elküldték. A felháborodott Perry taxival elment, majd hazautazott. A végletekig frusztrált és elkeseredett, hallucinált parancsoktól szenvedő Perry 1983. július 17-én kora reggel Olivia-Kira parancsára egy .357-es Magnum Berettával álmukban közvetlen közelről fejbe lőtte a két felnőtt unokatestvérét. Ezután hazasétált a közeli szülői házba, és zenét hallgatva megvárta szülei hazatérését. Ahogy beléptek az ajtón, előbb édesapját, Chestert, majd édesanyját, Grace-t, és végül a szülei által nevelt kétéves unokaöccsét lőtte le, akit gonosz lénynek tartott. Ezután a házból elvitt 3000 dollárral elmenekült.
A július 19-én kiérkező rendőrök a házat szemekkel és Olivia nevével telerajzolva találták egy tíz főt tartalmazó halállista társaságában, melyen a már kivégzett családtagokon felül öt fő, köztük Sandra Day O'Connor legfelsőbb bírónő, Olivia Newton-John és későbbi férje, Matt Lattanzi neve szerepelt. Mivel nem lehetett tudni, melyikük lesz Perry újabb áldozata, mindnyájukat riasztották. Oliviát rendőri kísérettel elvitték egy ismeretlen szállodába, majd pár hétre hazautazott Ausztráliába. Perry után országos hajtóvadászatot indítottak, de sehol nem találták.
Végül július 31-én, egészen véletlenül, egy közönséges bolti rádiólopás miatt fogták el Washingtonban, ahová a halállistán szereplő következő áldozat, a szövetségi bírónő kivégzése céljából utazott. A rádiókészülékre a hallucinált adások jobb vétele érdekében volt szüksége. A Legfelsőbb Bírósághoz közeli Annex Hotelban lévő szobájában hét (más források szerint kilenc) tévét halmozott össze, mind üres csatornára volt állítva, az összes készülék képernyőjére filctollal szempárok voltak rajzolva. Perry továbbra is a képernyőre rajzolt szemek színének megváltozásából és a villódzásokból olvasta ki Olivia-Kira neki szóló parancsait.

## Pere
Hosszú jogi huzavona után, miután bíróság elé állíthatónak ítélték, 1985-ben, az elfogásakor 28 éves Michael Owen Perryt családja meggyilkolásáért halálra ítélték, de kóros elmeállapota miatt nem végezték ki. 1990-ben ügye az Amerikai Legfelsőbb Bíróság elé került, amely azonban visszautalta az ügyet a tagállami körzeti bírósághoz. A 19. számú Louisianai Körzeti Bíróság ítéletében kimondta, hogy a kivégzés végrehajthatósága érdekében nem lehet senkit kényszergyógykezelésnek alávetni. Büntetését ezért életfogytig tartó szabadságvesztésre változtatták. Esete az amerikai kriminálpszichológia történetében közel harminc év alatt sem ment feledésbe. Az intézetben önmagát istennek tartva visszautasította a gyógyszeres kezelést. Életéről könyv íródott Guilty But… Insane címmel, valamint a Discovery Channel Most Evil című sorozatának egyik részében is foglalkoztak vele. Állapotában 1983-as börtönbe kerülése után sem állt be javulás, téveszméi nem szűntek meg. Az orvosok szerint a szkizofrénia ilyen súlyos formájánál a gyógyszerkezelés is teljesen hatástalan.

## További információ
- Pookie Marceaux: Guilty But… Insane: The Michael Owen Perry Story. AuthorHouse, 2005, ISBN 978-1420836684
- Robert L. Snow: Stopping a Stalker. Plenum Trade, 1998